# Jahan Shah

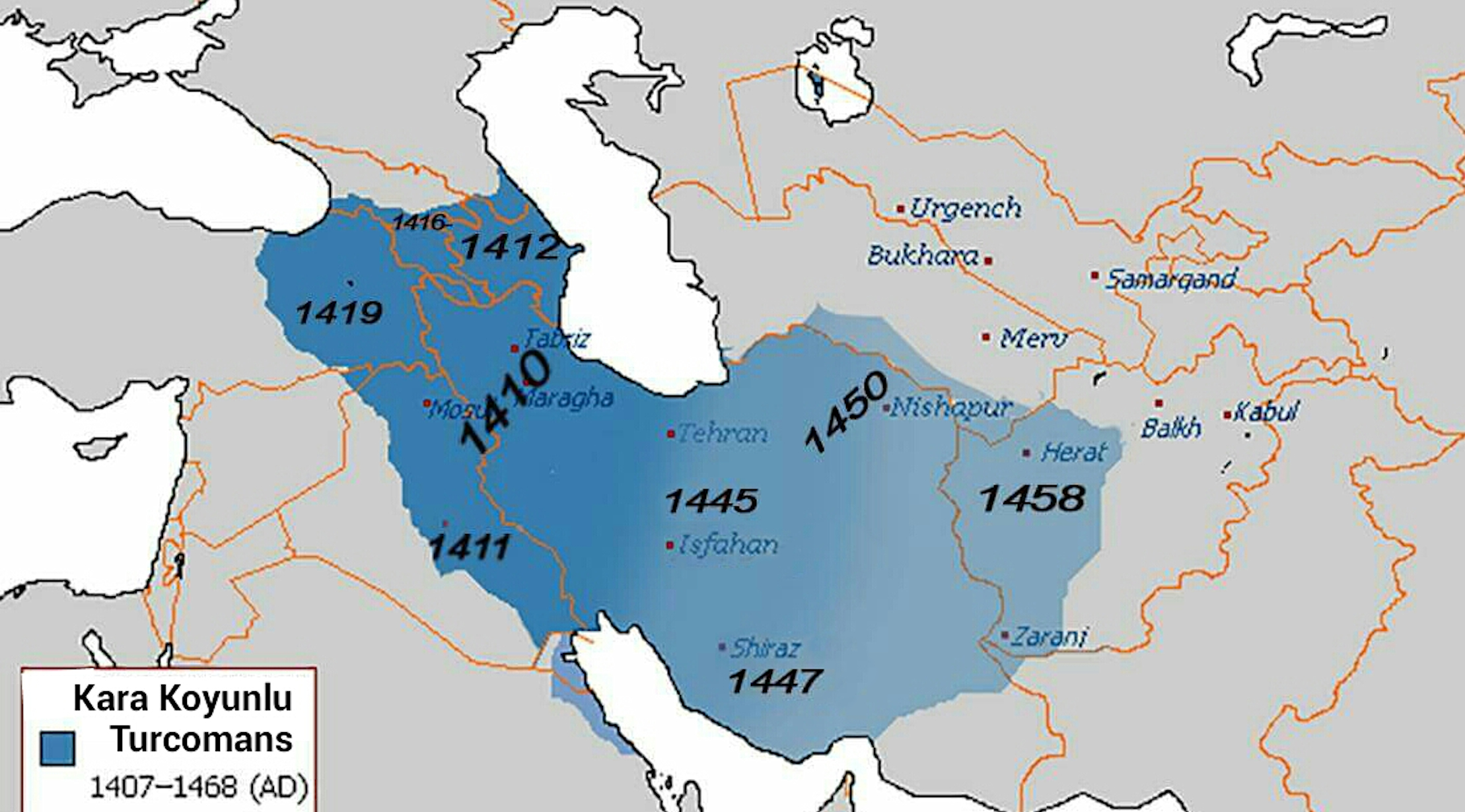
Uitbreiding van het rijk

Miniatuur 15de eeuw

Jahan Shah ibn Yusuf of soms Muzaffar al-Din (ca.1400-11 november 1467) was kan van de Kara Koyunlu, heersers over Irak-Iran, tijdens zijn bewind bereikte het rijk zijn grootste omvang.Hij is ook een dichter die gedichten schrijft in het Azerbeidzjaans Turks.

## Levensloop
Zijn leven lang zou hij strijden tegen familieleden. Met hulp van Shahrukh Mirza, opvolger van Timoer Lenk, stootte hij zijn broer Kara Iskandar in 1436 van de troon. Als vazal van de Timoeriden viel hij het Koninkrijk Georgië in 1440 en 1444 aan. Na de dood van zijn andere broer Ispend ibn Yusuf in 1445 veroverde hij Bagdad.
In 1447 na de dood van Shahrukh Mirza regeerde hij onafhankelijk, maar de verhouding met de Timoeriden bleef goed. In 1453 brak er een troonstrijd uit bij de Ak Koyunlu tussen Jahangir en zijn jongere broer Oezoen Hasan. Jahangir vluchtte naar Jahan Shah en zo ontstond het conflict tussen de Kara Koyunlu en de Aq Koyunlu. In 1458 kwam zijn zoon Hasan Ali in opstand en na een nederlaag vluchtte Hasan Ali naar Oezoen Hasan, oorlog was onvermijdelijk. Tijdens de slag bij Chapakchur in 1467 sneuvelde Jahan Shah.
Hij werd begraven in de Blauwe moskee van Tabriz. Jahan Shah wordt herinnerd als poëet, architect en man van cultuur.
In 1462 beschreef Abdul Razzaq het bewind van Jahan Shah als volgt:
“Dankzij de welwillende heerser (husn-i 'inayat en lutf-i atifat) Mirza Jahanshah was Azerbeidzjan een zeer welvarende staat.  De goedbedoelende prins zocht gerechtigheid, het welzijn van het land en de eer van zijn onderdanen.  De hoofdstad, Tabriz, wedijverde met Egypte (Misr-i Jami) vanwege zijn grote bevolking en extreme rust.  Geruchten over het goede gedrag van deze knappe koning hebben zich over de hele wereld verspreid.  De inwoners van dit koninkrijk, beschermd door God, genoten vrede, onverschillig voor gebeurtenissen.